# Гамзаев, Сулейман Мамед оглы
Сулейман Мамед оглы Гамзаев (азерб. Süleyman Məmməd oğlu Həmzəyev; 24 июля 1916, Нухинский уезд — 16 ноября 1974, Кахский район) — советский азербайджанский животновод, Герой Социалистического Труда (1958).

## Биография
Родился 24 июля 1916 года в селе Сарыбаш Нухинского уезда Елизаветпольской губернии (ныне Кахский район Азербайджана).
Участник Великой Отечественной войны.
С 1932 года чабан, старший чабан, заведующий овцеводческой фермой № 3 колхоза «26 бакинских комиссаров» Кахского района. В 1958 году Сулейман Гамзаев получил от каждой сотни овцематок 122 ягненка. В 1970 году в колхозе с овец было сострижено 60 тонн шерсти, в 1971 году — 65 тонн, а в 1972 году — 75 тонн. В весеннюю стрижку руна 1973 года коллектив фермы под руководством С. Гамзаева состриг 6500 килограмм шерсти с овец, с каждой овцы состриг по 3,2 килограмма шерсти и получил от 100 овцематок 106 ягнят.
Указом Президиума Верховного Совета СССР от 21 ноября 1958 года за выдающиеся успехи, достигнутые в деле развития овцеводства и увеличения производства шерсти Гамзаеву Сулейману Мамед оглы присвоено звание Героя Социалистического Труда с вручением ордена Ленина и золотой медали «Серп и Молот».
Активно участвовал в общественной жизни Азербайджана. Член КПСС с 1945 года.
Скончался 16 ноября 1974 года в селе Сарыбаш Кахского района.